# Wachstedt
Wachstedt ist eine Gemeinde im thüringischen Landkreis Eichsfeld. Sie gehört zur Verwaltungsgemeinschaft Westerwald-Obereichsfeld.

## Geographische Lage

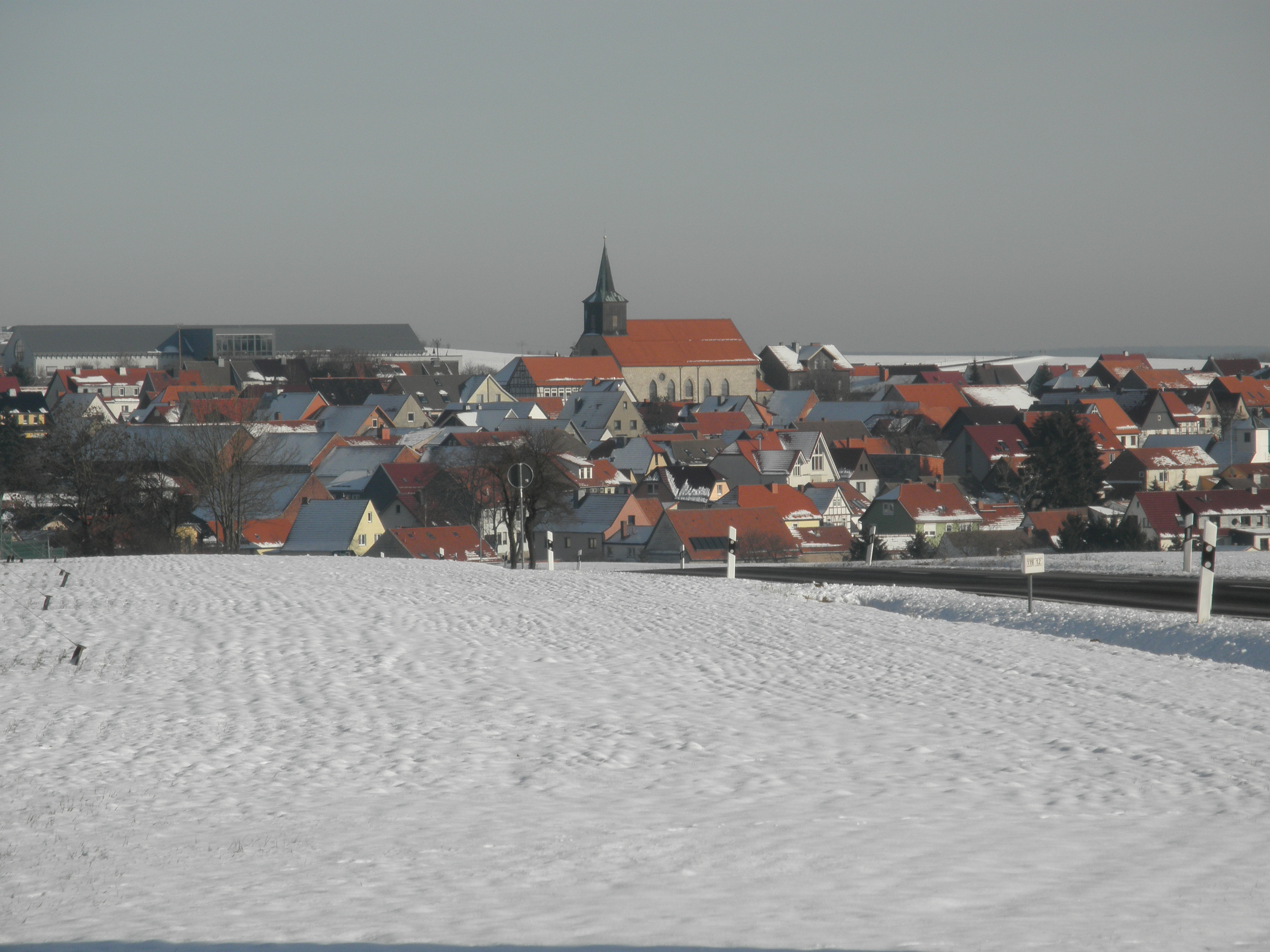
Wachstedt von Süden (2012)

Wachstedt liegt auf dem Plateau des Oberen Eichsfeldes nordöstlich des bewaldeten Höhenzugs Westerwald am Ostrand des Naturparks Eichsfeld-Hainich-Werratal. Weiter südöstlich beginnt das Thüringer Becken. Die nächstgelegene Stadt Dingelstädt liegt ungefähr 5 Kilometer in nordöstlicher Richtung und die Kreisstadt Heilbad Heiligenstadt 11 Kilometer in nordwestlicher Richtung. Im Dorf entspringt der Steingraben, ein nördlicher Zufluss der Lutter.
Zur Gemarkung Wachstedt gehört noch der ungefähr zwei Kilometer nordwestlich gelegene Einzelhof Neuhaus (Ersterwähnung 1291) und das Forsthaus Westerwald auf dem 504 m hohen Amtklafter.
Die Gemarkung befindet sich in einer Höhenlage von ca. 300 m im Tal unterhalb der Burg Gleichenstein und 520 m nordwestlich von Wachstedt.

## Geschichte

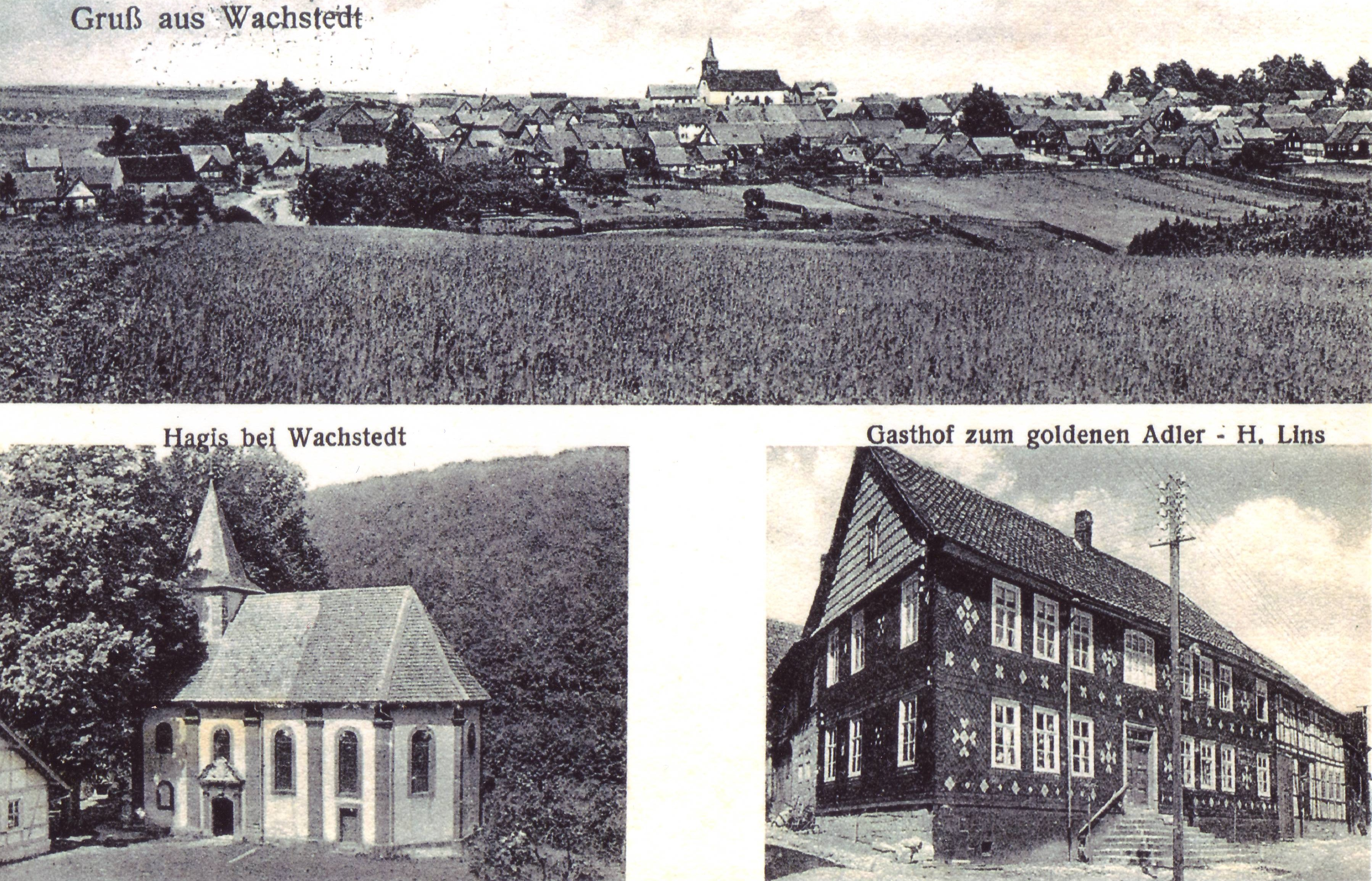
Historische Ansichtskarte von Wachstedt

Wachstedt wurde 1134 in einer Schenkungsurkunde Ditmars von Kirchberg erstmals erwähnt und gehörte bis zur Säkularisation 1802 zu Kurmainz. 1525 wurde im Bauernkrieg Wachstedt vom Adel verwüstet. Im Dreißigjährigen Krieg wurde der Ort 1632 von den Truppen des Bernhard von Weimar niedergebrannt. 1802 bis 1807 wurde der Ort preußisch und kam dann zum Königreich Westphalen. Von 1815 bis 1945 war er Teil der preußischen Provinz Sachsen. Um 1900 entstand eine Zigarrenfabrik am Ort.
Im Zweiten Weltkrieg mussten Zwangsarbeiter aus der UdSSR bei Bauern im Dorf arbeiten. Am 7. April 1945 wurde Wachstedt nach kurzem Rückzugsgefecht der Wehrmacht von der US Army besetzt. Vorher waren durch Artillerie und Jagdbomber mehrere Wohnhäuser und zahlreiche Wirtschaftsgebäude zerstört worden. Anfang Juli 1945 kam der Ort zur sowjetischen Besatzungszone / SBZ und war ab 1949 Teil der DDR. Von 1961 bis zur Wende und Wiedervereinigung 1989/1990 wurde Wachstedt von der Sperrung der nahen innerdeutschen Grenze beeinträchtigt. Auf einer Anhöhe in der Nähe des Ortes befand sich eine sowjetische Radarstellung zur Luftraumüberwachung (Funktechnischer Posten 411). Seit 1990 gehört der Ort zum wieder gegründeten Bundesland Thüringen.

### Namensherkunft
Der Name -stedt, altsächsisch „stedi“, lässt eine Entstehungszeit des Ortes im 5. bis 8. Jahrhundert vermuten. Es könnte um eine Stätte der Warte auf der Höhe handeln, in Frage kommt auch eine Verbindung zu einem Personennamen Wacho, wie es bei vielen -stedt-Namen der Fall ist.

### Einwohnerentwicklung

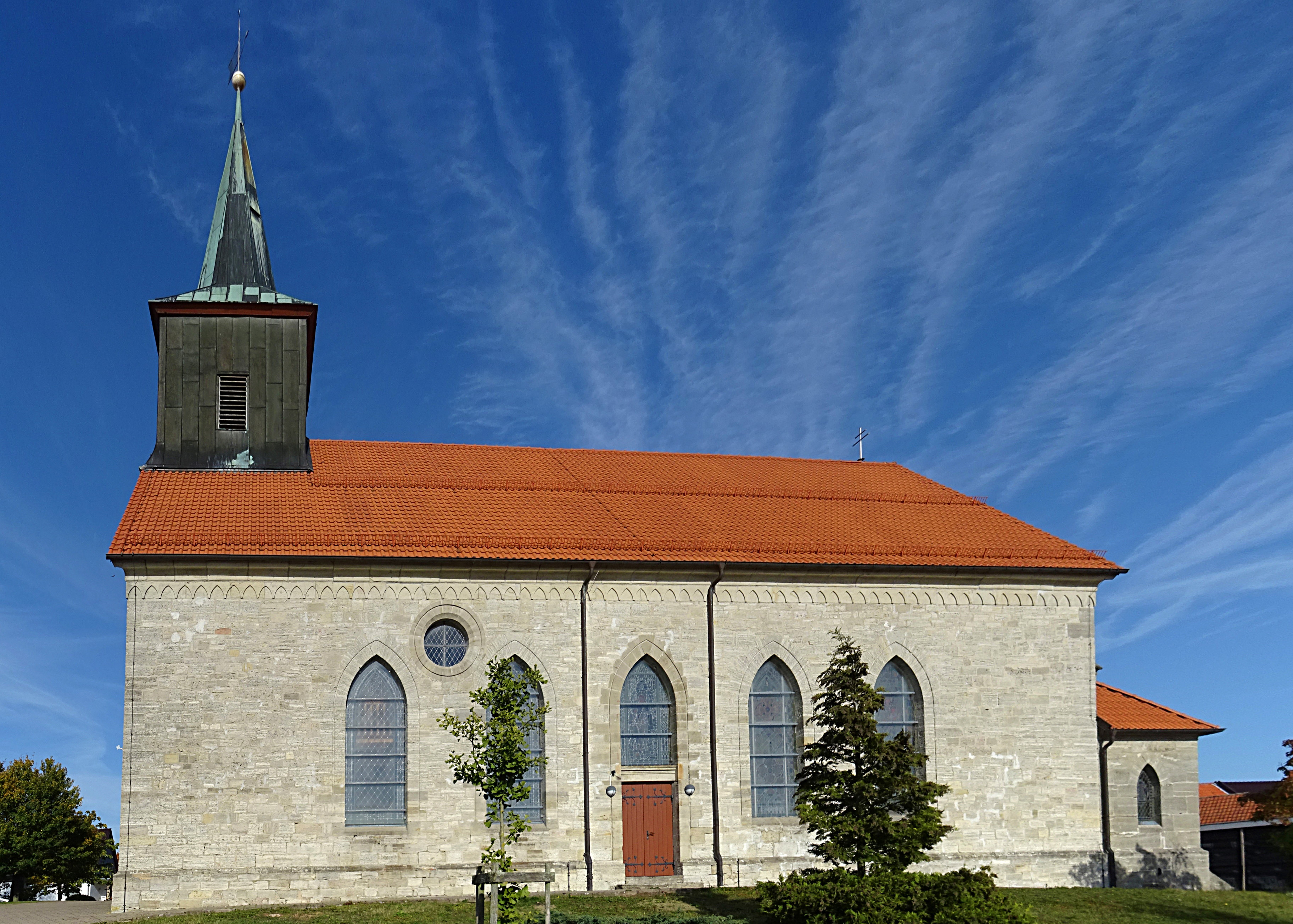
Kirche in Wachstedt

Entwicklung der Einwohnerzahl (31. Dezember):
| - 1994: 616 - 1995: 617 - 1996: 622 - 1997: 609 - 1998: 603 - 1999: 612 - 2000: 603 | - 2001: 602 - 2002: 602 - 2003: 585 - 2004: 583 - 2005: 579 - 2006: 571 - 2007: 570 | - 2008: 561 - 2009: 549 - 2010: 525 - 2011: 502 - 2012: 501 - 2013: 505 - 2014: 490 | - 2015: 487 - 2016: 475 - 2017: 477 - 2018: 466 - 2019: 466 - 2020: 459 - 2021: 456 | - 2022: 447 |

Datenquelle: Thüringer Landesamt für Statistik

## Politik

### Gemeinderat
Der Gemeinderat von Wachstedt setzt sich aus acht Gemeinderatsmitgliedern zusammen.
- CDU: 5 Sitze
- FDP: 3 Sitze

(Stand: Kommunalwahl am 7. Juni 2014)

### Bürgermeister
Der ehrenamtliche Bürgermeister Leander Lins wurde erstmals 1999 gewählt, dann wurde er 2004, 2010 und 2016 wiedergewählt.

### Wappen
Das Wappen wurde am 24. März 1995 durch das Thüringer Landesverwaltungsamt genehmigt.
Blasonierung: „In Gold über silbernem Mauerschildfuß ein wachsender Wächter mit grünem Wams und Hut, spähend die rechte Hand an die Hutkrempe gelegt, in der linken Hand, sich abstützend auf die Mauer, ein umgehängtes goldenes Horn haltend.“
Es ist redend und wurde vom Göttinger Hans Otto Arnold gestaltet.

## Sehenswürdigkeiten

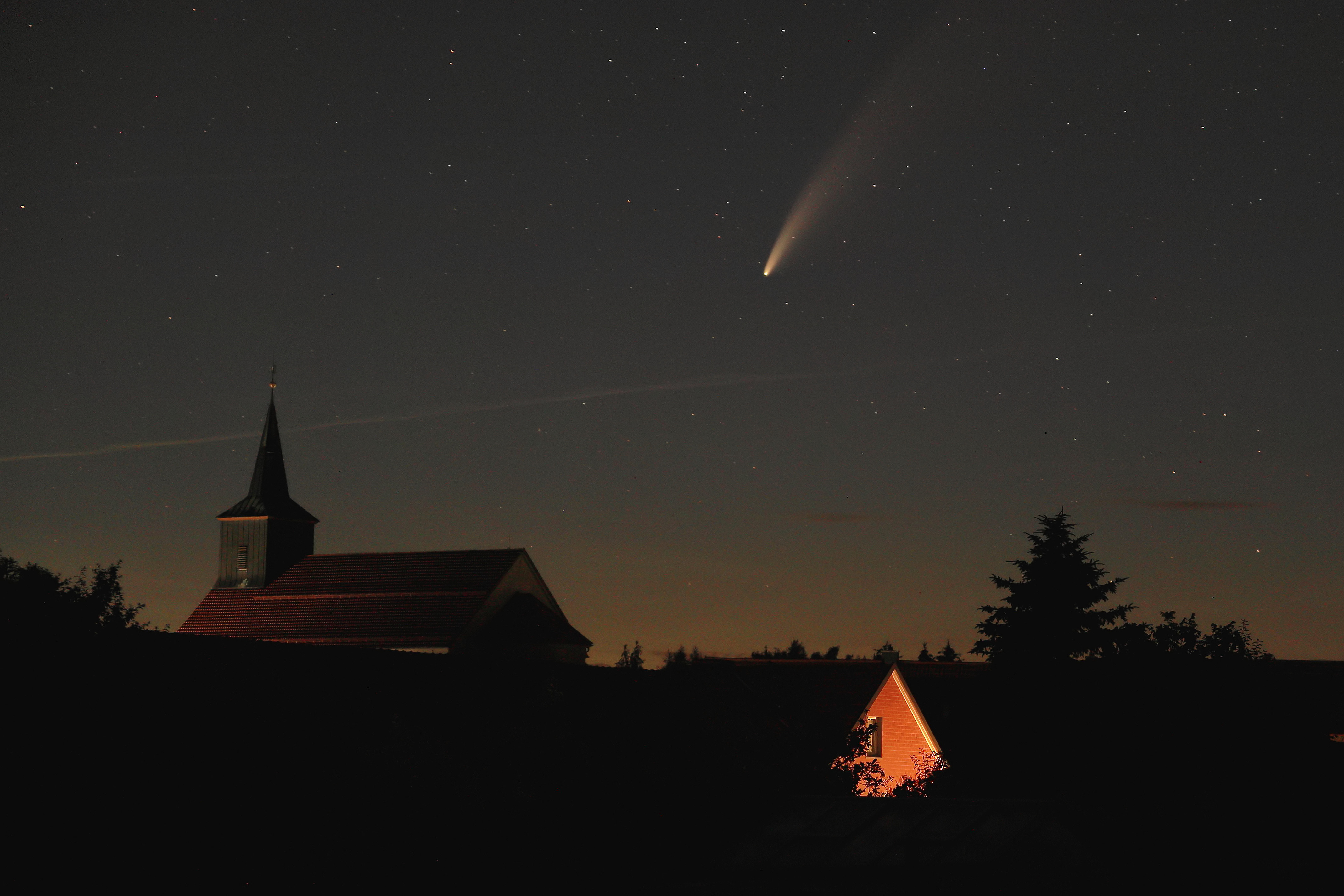
Komet Neowise über der Pfarrkirche St. Michael

- Komet Neowise über der Pfarrkirche St. MichaelGrafenburg Gleichenstein, auf dem 459 m hohen Schlossberg zwischen Martinfeld und Wachstedt. Sie wurde erstmals im Jahre 1250 erwähnt. Seit 1993 gab es auf der Burg eine Falknerei.
- Auf halbem Wege unterhalb der Burg Gleichenstein und dem Ort Wachstedt wird das Gelände Klüschen Hagis genannt. Dort wurden im 16. Jahrhundert eine Wallfahrtskapelle und eine Eremitenklause gebaut. Den Bewohner nannte man Klausner Hans. Die in diesem Gebiet entspringende Eselsquelle ist durch ihren Quelltopf bekannt. Sicher war die Kapelle und das Umland auch in der älteren Vergangenheit Wallfahrtsort der Marienverehrung.[7]
- Pfarrkirche St. Michael, erbaut 1840–1845

## Sonstiges
Als Zeugnisse eines oft derben Volkshumors bildeten sich bereits vor Jahrhunderten Besonderheiten des jeweiligen Dorfes charakterisierende Neck- und Spitznamen heraus. Demnach lebten hier im Ort die Wachstedter Kleeben – Wachstedter Zwiebeln oder Holzkloben.

## Söhne und Töchter der Gemeinde
- Alfons Maria Lins (1888–1967) war ein deutscher römisch-katholischer Theologe und Priester, charismatischer Führer der Bündischen Jugend, Förderer der Liturgischen Bewegung in der römisch-katholischen Kirche im deutschsprachigen Bereich und Pfarrer in Bad Orb.
- Karl Dietrich (1927–2014), Komponist und Hochschullehrer in Weimar
- Willy Günther (1937–2023), Maler und Grafiker